# Jean-Raymond Caizergues
Jean-Raymond Caizergues est un homme politique français né le 2 juin 1764 à Montpellier (Hérault) et décédé le 3 septembre 1844 à Montpellier.
Avocat à Montpellier, il est député de l'Hérault de 1820 à 1827, siégeant au centre et soutenant les gouvernements de la Restauration. Il est conseiller à la Cour royale de Montpellier et reste en poste jusqu'à son décès.

## Sources
- « Jean-Raymond Caizergues », dans Adolphe Robert et Gaston Cougny, Dictionnaire des parlementaires français, Edgar Bourloton, 1889-1891 [détail de l’édition]